# Multimodalität
Multimodalität (lateinisch multi ‚viel‘, lateinisch modus ‚Art‘, ‚Weise‘) bezeichnet im Wesentlichen eine Theorie der Kommunikation und Soziosemiotik. Multimodalität beschreibt Kommunikationsmethoden in Form von textlichen, auditiven, sprachlichen, räumlichen und visuellen Ressourcen bzw. Modalitäten, die zum Erstellen von Nachrichten genutzt werden.
Im Hinblick auf Medien bezeichnet Multimodalität die Nutzung verschiedener Modalitäten (Medien) zum Erzeugen eines einzelnen Artefakts. Die Gruppe dieser Modalitäten oder Elemente beeinflusst, wie Multimodalität sich auf unterschiedliche rhetorische Situationen oder Möglichkeiten zum Verstärken der Rezeption einer Idee oder eines Konzepts durch ein Publikum auswirkt. Sinn wird sowohl durch die Platzierung von Bildern als auch durch die Anordnung der Inhalte erzeugt. Dies ist das Ergebnis der Ablösung von isoliertem Text als primäre Kommunikationsquelle durch Bilder, die im digitalen Zeitalter häufiger genutzt werden.
Multimodalität als Phänomen fand bis zum zwanzigsten Jahrhundert nur geringe allgemeine und wissenschaftliche Beachtung, jedoch waren alle Kommunikations-, Lese-/Schreib- und Kompositionsmethoden schon immer multimodal.

## Definition in verschiedenen Fachrichtungen

### Sprachwissenschaften
Der Begriff Multimodalität bezeichnet in den Sprachwissenschaften die parallele Nutzung unterschiedlicher Sinneskanäle zur Übermittlung von Informationen. Ein Beispiel wäre ein abgedruckter Text, der auch in einer Blindenschrift oder als Hörversion angeboten wird.
Der thematische Gegenbegriff der Mehrfachkodierung (bzw. Multicodalität) bezieht sich dagegen auf die Nutzung unterschiedlicher Symbolsysteme (z. B. Verwendung unterschiedlicher Sprachen oder Genres).

### Verkehrswissenschaften
Der Begriff der Multimodalität im Personenverkehr wird im Bereich der Verkehrswissenschaften bislang nicht einheitlich und oftmals synonym mit dem Begriff der Intermodalität verwendet. Die exakte Begriffsabgrenzung im personenbezogenen Kontext wird durch den Umstand erschwert, dass beide Begriffe ursprünglich aus dem Güterverkehr stammen, aber dort mit etwas anderer Bedeutung. Definitionen zur Multimodalität im Personenverkehr berücksichtigen sowohl angebots- als auch nachfrageseitige Aspekte eines Verkehrssystems.
Angebotsseitige Definitionen der Multimodalität beziehen sich auf das in einem Verkehrssystem vorhandene Verkehrsangebot, welches Verkehrsteilnehmern an einem bestimmten Ort zu einer gewählten Zeit zur Verfügung steht.  Nachfrageseitige Definitionen der Multimodalität beschreiben das durch Verkehrsmittelkombinationen charakterisierte Mobilitätsverhalten von Personen in einem bestimmten Zeitraum (z. B. Tag, Woche).
Die sogenannten Basisdefinitionen der Multimodalität eines Verkehrssystems oder des Verhaltens von Verkehrsteilnehmern lauten wie folgt:
„Ein Verkehrssystem wird als multimodal bezeichnet, wenn den Verkehrsteilnehmerinnen und Verkehrsteilnehmern für ihre konkreten Mobilitätsbedürfnisse mindestens zwei Verkehrsmittelalternativen zur Verfügung stehen.“
Multimodales Verkehrsverhalten einer Person ist die tatsächliche Nutzung unterschiedlicher Verkehrsmittel in einem bestimmten Zeitraum.
Eine anhand der Basisdefinition vorzunehmende Spezifizierung richtet sich u. a. nach dem Untersuchungsgegenstand, dem Untersuchungsziel oder der Datenverfügbarkeit. Jedenfalls sind für die Betrachtung der Multimodalität eines Verkehrssystems oder des Verkehrsverhaltens zeitliche (u. a. Tag, Woche, Monat, Jahr), räumlich-organisatorische (u. a. Ausgang, Weg, Etappe) und verkehrsmittelbezogene Dimensionen (u. a. ÖV, zu Fuß, Fahrrad, Pkw) zur Feststellung der jeweiligen Ausprägung von Multimodalität auszuwählen.

### Medienwissenschaft
In der Medienwissenschaft, besonders in der Medieninformatik, wird ein Mediensystem als multimodal bezeichnet, wenn es mehr als eine Sinnesmodalität zur Interaktion benutzt. Es verarbeitet Informationen aus verschiedenen menschlichen Kommunikationskanälen auf unterschiedlichen Abstraktionsstufen. Dabei folgt es dem EVA-Prinzip: Nutzereingaben werden interpretiert, abstrakte Informationen verarbeitet und vom System ausgegeben.
Solche Systeme ermöglichen natürlichere Interaktionen, was die Effektivität in der Benutzung und somit den Kommunikationserfolg steigert. Redundante Eingabemöglichkeiten führen zu einer robusteren Erkennung und Interpretation. Sie eignen sich besser für besondere Nutzergruppen (beispielsweise Nutzer, die in ihrer Mobilität eingeschränkt sind) und besondere Situationen (wie Hands-busy-eyes-busy-Situationen).
Jedoch gestaltet sich ihre Realisierung oft als komplex. Zudem sind sie fehleranfälliger als Systeme, die nur eine Sinnesmodalität benutzen.

### Mathematik (Statistik)
In der Statistik werden Häufigkeitsverteilungen mit mehr als einem Maximum ebenfalls multimodal genannt.

### Psychologie
Multimodale Diagnostik ("Mehrebenendiagnostik") ist eine Methodik, um psychologische Merkmale systematisch durch Variation von Datenebene, Datenquelle, Untersuchungsmethode und Funktionsbereich zu erfassen und vor allem aus Differenzen systematisch zusätzliche diagnostische Information zu gewinnen.

### Kommunikation in Unternehmen
Multimodalität schafft in Unternehmen Möglichkeiten für die interne und externe Effizienzsteigerung. Ähnlich wie bei den Veränderungen im Bildungsbereich hin zur Nutzung von sowohl Text- als auch visuellen Elementen ermöglicht Multimodalität den Unternehmen die Optimierung der Kommunikation. Laut Vala Afshar begann diese Veränderung in den 1980er Jahren, als „Technologie ein wesentlicher Bestandteil von Unternehmen wurde“ („technology had become an essential part of business“). Dieses technologische Niveau der Kommunikation wurde durch die Integration von digitalen Medien und Werkzeugen im 21. Jahrhundert verstärkt.
Unternehmen nutzen intern multimodale Plattformen für u. a. analytische und systemische Zwecke. Mit Multimodalität steigern Unternehmen ihre Produktivität und erzeugen Transparenz für die Geschäftsleitung. Die durch diese Methoden verbesserte Mitarbeiterleistung kann mit fortlaufender interaktiver Schulung und intuitiven digitalen Werkzeugen in Wechselbeziehung stehen.
Extern dient Multimodalität zum Erhöhen der Kundenzufriedenheit durch die Bereitstellung mehrerer Plattformen während einer einzelnen Interaktion. In Anbetracht der Beliebtheit von Textnachrichten, Chat und sozialen Medien im 21. Jahrhundert versuchen die meisten Unternehmen, eine kanalübergreifende Präsenz zu fördern. Die Unternehmen versuchen, die Kundenzufriedenheit zu erhöhen und jedes potenzielle Problem und jede Anfrage schnell zu lösen bzw. zu beantworten. Das Ziel eines Unternehmens im Hinblick auf externe Multimodalität betrifft die Verbesserung der Kommunikation in Echtzeit, um die Effizienz des Kundenservice zu steigern.